# Stenus hyperboreus
Stenus hyperboreus är en skalbaggsart som beskrevs av J. Sahlberg 1876. Stenus hyperboreus ingår i släktet Stenus, och familjen kortvingar. Arten är reproducerande i Sverige.